# Ben no Naishi
Ben no Naiji ou Ben no Naishi (弁内侍) est une poétesse japonaise de l'époque de Kamakura. Elle est également connue sous le nom Go-Fukakusa In no Ben no Naiji (Naishi) (後深草院弁内侍). Son père est Fujiwara no Nobuzane, sa sœur ainée Sōheki Mon In no Shōshō et sa sœur cadette Go-Fukakusa In no Shōshōnaishi.
Elle est servante de l'empereur Go-Fukakusa depuis qu'il est prince héritier en 1243 jusqu'à son abdication en 1243 quand il est démis de ses fonctions. Elle écrit à cette époque un nikki (journal) appelé Ben no Naishi Nikki (弁内侍日記). À la mort de sa sœur ainée en 1265, elle se fait nonne bouddhiste. En 1276, elle est chargée de compiler une anthologie de poésie du genre waka appelée Genson Sanjūrokkasen Shika (現存三十六歌仙詩歌). Elle participe à un certain nombre d'utaawase (concours de poésie waka) et écrit un livre sur la poésie renga.
Elle fait partie de la liste des trente-six poétesses immortelles.

## Source de la traduction
- (es) Cet article est partiellement ou en totalité issu de l’article de Wikipédia en espagnol intitulé « Ben no Naishi » (voir la liste des auteurs).